# 奧克利 (堪薩斯州)
奧克利（英語：Oakley）是一個位於美國堪薩斯州戈夫縣、洛根縣、托馬斯縣的城市。該地同時是洛根縣的縣治。

## 地方資料
根據2020年美國人口普查的數據，奧克利的面積為4.99平方千米，當中陸地面積為4.99平方千米，而水域面積為0.00平方千米。當地共有人口2046人，而人口密度為每平方千米410.02人。